# Melalgus femoralis
Melalgus femoralis là một loài bọ cánh cứng trong họ Bostrichidae. Loài này được Fabricius miêu tả khoa học năm 1792.